# Ӡ
Ӡ ӡ (itálico: Ӡ ӡ) é uma letra da escrita cirílica que se chama dze “abcázio” devido à existência da letra dze (Ѕ ѕ). Foi criada para e é utilizada na língua abcázia e lá o Ӡ faz o som /dz/ como em adstringente.
Também é usado na língua orok onde faz um som entre /d͡ʒ~ɟ/.
Seu formato se parece ao do ezh latino.